# Classe Karel Doorman
A Classe Karel Doorman é uma classe de oito fragatas multi-funções construídas originalmente para a Marinha Holandesa. A classe também é conhecida por Classe M de multifunções.
Na Marinha Holandesa os navios foram baptizados com nomes de oficiais navais famosos daquele país.

## Armamento
Estas fragatas multi-funções podem ser utilizadas nas funções de combate anti-superfície, antiaérea e anti-submarina.
O seu armamento principal consiste em dois lançadores quadruplos de mísseis antinavio RGM-84 Harpoon com um alcance de 120 km. A apoiá-los, existe uma peça de 76mm Oto-Melara de dupla função antinavio e antiaérea.
A defesa aérea principal é fornecida por um sistema de lançamento vertical (VLS) de mísseis Sea Sparrow, com um alcance eficaz de 14 km. São transportados 16 mísseis deste tipo.
O sistema Goalkeeper garante a defesa próxima contra ataques aéreos. Tem capacidade para disparar 4.000 munições de 30mm por minuto, com um alcance entre 200 e 3.000 m.
Para a Guerra anti-Submarina, cada navio transporta um helicóptero Westland Lynx, armado com torpedos, sonar e sistema de visão por infravermelhos (FLIR).
Cada navio tem ainda um lançador duplo de torpedos do tipo Mk 46.

## Unidades
| Nº na amurada | Nome                  | Entrada em serviço | Estado                                                                           |
| ------------- | --------------------- | ------------------ | -------------------------------------------------------------------------------- |
| F827          | Karel Doorman         | activada em 1991   | Vendida à Bélgica como Leopold I em 2005.                                        |
| F829          | Willem Van Der Zaan   | activada em 1991   | Vendida à Béligica como Louise-Marie em 2005.                                    |
| F838          | Tjerk Hiddes          | activada em 1991   | Vendida ao Chile como Almirante Riveros em 2004.                                 |
| F831          | Van Amstel            | activada em 1993.  | Em atividade                                                                     |
| F832          | Abraham Van Der Hulst | activada em 1993   | Vendida ao Chile como Blanco Encalada em 2004.                                   |
| F833          | Van Nes               | activada em 1994   | Vendida, à Marinha Portuguesa, em 2006, como NRP Bartolomeu Dias (F333).         |
| F834          | Van Galen             | activada em 1994   | Vendida, à Marinha Portuguesa, em 2006, como NRP D. Francisco de Almeida (F334). |
| F828          | Van Speijk            | activada em 1995.  | Em atividade                                                                     |